# Waleri Jewgenjewitsch Kaplan
Waleri Jewgenjewitsch Kaplan (russisch Валерий Евгеньевич Каплан, wiss. Transliteration Valerij Evgen'evič Kaplan; * 26. Februar 1943 in Moskau) ist ein ehemaliger sowjetischer Eisschnellläufer.

## Werdegang
Kaplan, der für den ZSKA Moskau startete, nahm von 1959 bis 1973 an nationalen Rennen teil und wurde dabei im Jahr 1962 sowjetischer Juniorenmeister im Großen Vierkampf. International startete er erstmals in der Saison 1964/65. Dabei kam er bei der Mehrkampfeuropameisterschaft 1965 in Göteborg auf den zehnten Platz und bei der Mehrkampfweltmeisterschaft 1965 in Oslo auf den 18. Rang im Großen Vierkampf. Im folgenden Jahr lief er bei der Mehrkampfweltmeisterschaft in Göteborg auf den 20. Platz und holte bei der Mehrkampfeuropameisterschaft in Deventer die Bronzemedaille im Großen Vierkampf. Zudem erreichte er mit dem zweiten Platz sein bestes Ergebnis bei sowjetischen Mehrkampfmeisterschaften. In der Saison 1966/67 gewann er bei der Mehrkampfeuropameisterschaft 1967 in Lahti die Silbermedaille im Kleinen Vierkampf und wurde bei der Mehrkampfweltmeisterschaft 1967 in Oslo Sechster im Großen Vierkampf. In den folgenden Jahren belegte er bei der Mehrkampfweltmeisterschaft 1968 in Göteborg den achten Platz im Großen Vierkampf, in Grenoble bei seiner einzigen Teilnahme an Olympischen Winterspielen 1968 den 21. Platz über 500 m sowie den 12. Rang über 1500 m und bei der Mehrkampfeuropameisterschaft 1969 in Inzell den 18. Platz im Großen Vierkampf. Letztmals international startete er in der Saison 1969/70 bei Wettbewerben in Berlin.

## Erfolge

### Olympische Spiele
- 1968 Grenoble: 12. Platz 1500 m, 21. Platz 500 m

### Mehrkampf-Weltmeisterschaften
- 1965 Oslo: 18. Platz Großer Vierkampf
- 1966 Göteborg: 20. Platz Großer Vierkampf
- 1967 Oslo: 6. Platz Großer Vierkampf
- 1968 Göteborg: 8. Platz Großer Vierkampf

### Mehrkampf-Europameisterschaften
- 1965 Göteborg: 10. Platz Großer Vierkampf
- 1966 Deventer: 3. Platz Großer Vierkampf
- 1967 Lahti: 2. Platz Kleiner Vierkampf
- 1969 Inzell: 18. Platz Großer Vierkampf

## Persönliche Bestzeiten
| Disziplin | Zeit         | Datum           | Ort           |
| --------- | ------------ | --------------- | ------------- |
| 500 m     | 40,10 s      | 16. Januar 1968 | Almaty        |
| 1000 m    | 1:21,90 min  | 25. Januar 1970 | Almaty        |
| 1500 m    | 2:05,20 min  | 6. Januar 1973  | Almaty        |
| 3000 m    | 4:34,20 min  | 6. Januar 1973  | Almaty        |
| 5000 m    | 7:44,50 min  | 16. Januar 1968 | Almaty        |
| 10000 m   | 16:07,50 min | 2. Januar 1966  | Tscheljabinsk |